# Аніко Пелле
Аніко Пелле (угор. Anikó Pelle, 28 вересня 1978) — угорська ватерполістка.
Учасниця Олімпійських Ігор 2004, 2008, 2012 років.
Чемпіонка світу з водних видів спорту 2005 року.